# Кулиева, Марал Рустам кызы
Марал Рустам кызы Кулиева (азерб. Maral Rüstəm qızı Quliyeva; род. 8 июня 1935, Шамхорский район) — советский азербайджанский хлопковод, звеньевая колхоза «Социализм» Шамхорского района Азербайджанской ССР. Герой Социалистического Труда (1972).

## Биография
Родилась 8 июня 1935 года в семье колхозника в Шамхорском районе Азербайджанской ССР (ныне Шамкирский район).
Начала трудовую деятельность в 1952 году рядовой колхозницей на колхозе «Социализм» Шамхорского района, с 1959 года звеньевая хлопководческого звена этого же колхоза. В 1972 году Кулиева получила свыше 50 центнеров хлопка с каждого гектара. Средним результатом Кулиевой за девятую пятилетку стали полученные 38-40 центнеров хлопка с каждого гектара.
Указом Президиума Верховного Совета СССР от 14 декабря 1972 года за большие успехи, достигнутые в увеличении производства и продаже сельскохозяйственной продукции и проявленную трудовую доблесть при уборке урожая, Кулиевой Марал Рустам кызы присвоено звание Героя Социалистического Труда с вручением ордена Ленина и золотой медали «Серп и Молот».
Активно участвовала в общественно-политической жизни страны. Депутат Верховного Совета Азербайджанской ССР шестого, седьмого и восьмого созывов, избрана в Верховный Совет Азербайджанской ССР 8-го созыва от Шамхорского сельского избирательного округа № 342, Член КПСС с 1961 года.
Распоряжением Президента Азербайджанской Республики от 11 июня 2002 года, за большие заслуги в области науки и образования, культуры и искусства, экономики и государственного управления Азербайджана, Кулиевой Марал Рустам кызы предоставлена персональная стипендия Президента Азербайджанской Республики.